# 布拉多尔湖
布拉多尔湖（Bras d'Or Lake）位于加拿大新斯科舍省布雷顿角岛中部，是一个潮汐咸水湖。面积1098平方公里，长71公里，宽32公里。北部通过布拉尔德里岛（Boularderie）两侧的大、小布拉多尔水道与大西洋相通。另一个出口是通过南端的圣彼得运河穿过一条狭窄的地峡与大西洋相连。“布拉多尔”一名经常被认为是源自法文“Bras d'Or”，意味“金臂”，实际上是拉布拉多（Labrador）一名的讹用。布拉多尔湖是泛舟、捕鱼和夏季休养的胜地。湖滨有铁路和两条重要公路（其中一条为横贯加拿大公路）。

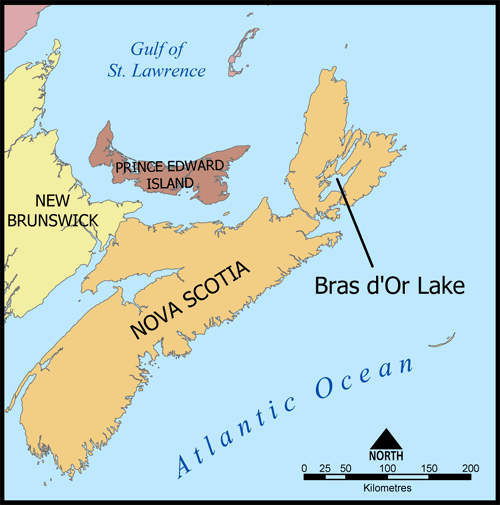
布拉多爾湖在新斯科舍省的位置以Bras d'Or Lake標示